# Glauconycteris beatrix
Glauconycteris beatrix — вид ссавців родини лиликових. 

## Проживання, поведінка
Країна поширення: Ангола, Камерун, Центральноафриканська Республіка, Конго, Демократична Республіка Конго, Кот-д'Івуар, Екваторіальна Гвінея, Габон, Гана, Нігерія. Цей вид, як правило, пов'язаний з низинними вологими тропічними лісами. Може бути знайдений спочиваючим в дуплах дерев і густій рослинності.

## Загрози та охорона
Цей вид знаходиться під загрозою втрати середовища проживання, часто в результаті лісозаготівлі та взяття земель в сільськогосподарський оборот. Цей вид був записаний в багатьох охоронних територіях.